# مانوس (وكيل ذكاء اصطناعي)
مانوس (بالإنجليزية: Manus) «تعني بالاتينية يدين» هو وكيل ذكاء اصطناعي مستقل بذاته طورته شركة مونيكا الصينية الصاعدة، صُمم الوكيل مانوس لتنفيذ مهام حقيقية معقّدة بشكل مستقل ودون توجيهات بشرية مباشرة أو مستمرة.

## التاريخ
تأسّست مونيكا مع هدف طموح متمثل في إنشاء وكلاء ذكاء اصطناعي متقدمين وقادرين على العمل باستقلالية، بحيث يتعدّى عملهم نماذج اللغة الكبيرة التقليدية. كان الإطلاق الرسمي لمانوس في 6 مارس 2025 وقد أثار إطلاقه اهتمامًا عالميًا كبيرًا. وصفه الخبراء ووسائل الإعلام «على حد سواء» بأنه مغيّر لقواعد اللعبة في الذكاء الاصطناعي، ذلك أنه يمكنه التعامل بشكل مستقل مع المهام المعقّدة، بما في ذلك كتابة ونشر النص البرمجي دون الحاجة لتدخل بشري مباشر.

## وصلات خارجية
- الموقع الرسمي